# Либанци
Либанци (арап. الشعب اللبناني) људи су који живе у Либану или воде поријекло из Либана. Вјерске скупине којима припадају Либанци су шиити (27%), сунити (27%), маронити (21%), православци (8%), мелкити (5%), остали хришћани (6,%), друзи (5,6%) и остали. Постоји велика либанска дијаспора у Америкама, Европи, Аустралији и Африци. Термин се односио и на становнике планина Либан и Антилибан прије стварање државе Либан.
Пошто је релативни однос различитих вјерских скупина политички осјетљив, Либан није имао званичан попис становништва заснован на етничком поријеклу од 1932. године, када је изведен под Француским мандатом. Због тога је тешко имати тачну демографску слику либанског друштва. Највећа скупина људи либанског поријекла можда се налази у Бразилу гдје се процјењује на 5,8 до 7 милиона, али тај број може бити претјеран, имајући у виду званичну анкету који је провео Бразилски институт за географију и статистике која показује да мање од милиона Бразилаца тврди да поријеклом води из Блиског истока.
Хришћани су остали и даље једна од главних вјерских скупина у земљи, иако се њихов број смањио због емиграције широких размјера због чега су изгубили статус већине. Потомци либанских хришћана чине већину Либанаца широм свијета.